# Tollymore Park
Tollymore Park är en park i Storbritannien.   Den ligger i distriktet Newry, Mourne and Down och riksdelen Nordirland, i den västra delen av landet, 500 km nordväst om huvudstaden London. Tollymore Park ligger 169 meter över havet.
Terrängen runt Tollymore Park är kuperad åt sydväst, men åt nordost är den platt. Havet är nära Tollymore Park österut.  Närmaste större samhälle är Newcastle, 2,8 km öster om Tollymore Park. 